# Качипова
Качипова — деревня в Тобольском районе Тюменской области, входит в состав Дегтяревское сельского поселения.

## География
Деревня находится на берегу реки Тобол.

### Часовой пояс
Деревня Качипова, как и вся Тюменская область, находится в часовой зоне МСК+2. Смещение применяемого времени относительно UTC составляет +5:00.

## Улицы
В деревне имеются две улицы: улица Логунова и улица Правобережная.

## Известные уроженцы
- Логунов, Александр Никитич (1926—1968) — советский военнослужащий, красноармеец, Герой Советского Союза.

## Население
| 2010 |
| ---- |
| 5    |